# Восстание Буссы
Восстание Буссы (англ. Bussa's rebellion, произносится Бассе, иногда также Буссо, Busso(e); 14-16 апреля 1816 года) было крупнейшим восстанием рабов в истории Барбадоса. Восстание получило свое название в честь возглавившего его раба африканского происхождения. В восстании за свободу погибло около тысячи человек (по другим данным, 50 и ещё 70 убитых на месте после сдачи в плен), 144 человека были казнены, и ещё 123 депортированы королевской армией.
Выступление, в конечном итоге жестоко подавленное колониальными властями, явилось первым из трёх массовых восстаний рабов в Британской Вест-Индии — за ним последовали Демерарское восстание 1823 года и Баптистская война 1831—1832 годов на Ямайке; их часто называют «поздними восстаниями рабов». Эти события поколебали поддержку рабовладения в британском обществе, приблизив тем самым отмену рабства в Британской империи и освобождение рабов в колониях.

## Исторический контекст
Барбадос был центральным торговым пунктом, куда с XVII века и до начала XIX века ввозились рабы с Золотого Берега (современная Гана) перед отправклй в другие британские колонии, такие как Ямайка и Британская Гвиана. Восстание рабов 14 апреля 1816 года на Барбадосе возглавил раб по имени Бусса. О его жизни до восстания известно немного; сегодня ученые спорят о его возможном происхождении. Бусса, скорее всего, был коромантом (Coromantee) — этим словом, произодным от названия форта Кормантин, обозначали выходцев из народов акан; они поднимали здесь крупное восстание ещё в 1675 году. Однако также есть обоснованные предположения, что он мог происходить из народа игбо, проживающего на территории современной юго-восточной Нигерии. Также возможно, что у Буссы были предки из обеих групп, поскольку рабы с Невольничьего берега подвергались последующей креолизации внутри африканского рабского населения Барбадоса. 

## Бусса
Бусса (Басса, Бассе, /ˈbʌsə/) родился свободным человеком в Западной Африке, в конце XVIII века был захвачен африканскими работорговцами, продан их европейским коллегам и перевезён на Барбадос, где в соответствии с Барбадосским кодексом (первым из аналогичных на карибских владениях Англии) рабство было узаконено с 1661 года. О нём мало что известно, более ранних записей об этом человеке не сохранилось, поэтому практически нет никакой биографической информации о Буссе. Записи показывают, что на момент восстания раб по имени «Бусса» был рейнджером (главным среди рабов) на «Плантации Бейли» в приходе Сент-Филип. Такое положение давало Буссе больше свободы передвижения, чем обычному рабу, и облегчало ему планирование и координацию восстания.

## Восстание

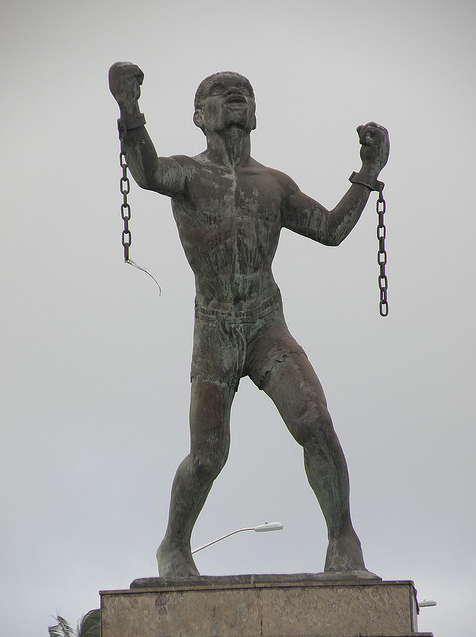
Статуя освобождения (1985) в Бриджтауне

Работорговля была официально прекращена в 1804 году, однако институт рабства продолжал существовать; это угнетение и привело к крупнейшему в истории острова восстанию рабов. К этому моменту британский парламент работал над проектами по улучшению условий содержания рабов в странах Карибского бассейна, однако прогресс был крайне медленным и половинчастым. Подготовка к этому восстанию началась вскоре после того, как в ноябре 1815 года Палата собрания обсудила и отклонила законопроект об имперской регистрации, предусматривавший регистрацию рабов из Вест-Индии. Историки полагают, что рабы интерпретировали некоторые парламентские предложения (или сведения об аболиционистских инициативах) как подготовку к своему освобождению; когда оно так и не состоялось, они предприняли решительные действия.
Среди соратников Буссы были Джозеф Питт Вашингтон Франклин (свободный человек), Джон и няня Григг, а также другие рабы с плантаций и имений, погонщики и ремесленники. Также среди них был погонщик-креол Джеки с плантации Симмонса, а также ряд грамотных вольноотпущенников. Планирование осуществлялось на нескольких сахарных плантациях, включая плантацию Бейли, с которой оно и началось. К февралю 1816 года Бусса был одним из немногих извозчиков-африканцев. Он и его соратники решили начать восстание 14 апреля, в пасхальное воскресенье. Хотя они изгнали белых с плантаций, никаких массовых убийств не произошло (погиб только один белый гражданский). 
Бусса, король Уилтшир, Дик Бейли и Джонни повели рабов в бой на плантации Бейли во вторник, 16 апреля. Под его началом находилось около 400 повстанцев, мужчин и женщин — большинство из которых были креолами, то есть родившимися уже на островах. Хотя в вооружённой борьбе приняли участие только эти четыре сотни, по разным оценкам, к восстанию присоединилось от 5 до 20 тысяч порабощенных людей с более чем 70 плантаций. Бусса погиб в бою, а его войска продолжали сражаться, пока не были разгромлены превосходящей огневой мощью колониального ополчения (в подавлении восстания принимал участие российский матрос на британской службе Иван Спехин). Равнинная местность Барбадоса давала лошадям лучше вооружённого ополчения явное преимущество над повстанцами, поскольку у них не было гор или лесов для укрытия. К тому же, повстанцы не нашли поддержки среди свободных чёрных. Восстание потерпело поражение, но его влияние имело большое значение для будущего Барбадоса.
В 1826 году законодательный орган Барбадоса принял Консолидированный закон о рабах, который одновременно предоставлял уступки рабам и гарантии рабовладельцам. Восстание Буссы, наряду с другими постоянными восстаниями рабов по всему Карибскому региону, побудило британские колониальные власти принять Закон об отмене рабства 1833 года, официально отказывавшийся от института рабства на всех их владениях в Карибском бассейне с 1834 года (с четырёхлетним переходным периодом).

## Наследие
Бусса остаётся популярной фигурой на Барбадосе.
В 1985 году, спустя 169 лет после восстания, в Хаггат-холле прихода Святого Михаила была открыта Статуя освобождения, созданная Карлом Бродхагеном. Многие барбадосцы приписывают монумент Буссе и называют ее «Статуей Буссы».
В 1998 году парламент Барбадоса назвал Буссу одним из национальных героев Барбадоса. В их перечень ныне входит одиннадцать человек, в том числе Клемент Пэйн, Фрэнк Лесли Уолкотт, Эррол Бэрроу, Грэнтли Герберт Адамс и Рианна.